# Fürther Geschichtswerkstatt
Die Fürther Geschichtswerkstatt e.V. (ehemals DGB-Geschichtswerkstatt Fürth) ist ein Zusammenschluss Fürther Einwohner mit dem Ziel, die Geschichte ihrer Stadt anhand von Büchern mit historischen Bildern und Jahres-Chroniken als Hörbücher zur Verfügung zu stellen.

## Vereinszweck
Der Verein entstand 1988 als Geschichtswerkstatt im Fürther DGB (Deutscher Gewerkschaftsbund). Vereinszweck ist die kontinuierliche Recherche und Dokumentation neuerer Fürther Geschichte mit dem Ziel einer Veröffentlichung von Jahres- und Jahrzehntrückblicken aus Fürth im Wechselspiel mit dem Weltgeschehen.
Seit 1992 sind – Stand: 2017 – rund 50 Bücher erarbeitet und veröffentlicht worden. Ab 2017 werden die Chroniken aus den Jahrgangsbänden 1933 bis 1982 auch als Hörbücher (30) produziert. 

## Veröffentlichungen
Es handelt sich um Bildbände (meist in Hardcover) und Hörbücher zur Stadtgeschichte. Erschienen sind sie im Städtebilder-Fotoarchiv und -verlag Fürth.
- Gänsberg-Erinnerungen. Buchreihe. 1988/2008. Autoren: Gerd Walther, Roland von Frankenberg, Lothar Berthold, Thomas Schreiner.
- Fürth in den Zwanziger Jahren. Teil 1: 1992, ISBN 3-927347-24-8. Autoren: Susanne Hechtel, Benno Schedel, Robert Schönlein, Dietmar Schmidt.
- Fürther Nachkriegs-Bilderbogen. Fotos aus den Jahren 1946–1949. 1998, ISBN 3-927347-40-X.
- Fürth 1933–1939 in Fotoreportagen. 2000, ISBN 3-927347-41-8
- Fürth in den Fünfzigern. Buchreihe. 2001/2002/2003/2004/2005
- Fürth 1939–1945. Kriegsjahre in Fürth. 2002, ISBN 3-927347-47-7, Autor: Lothar Berthold.
- Flussbad-Idyll am Rednitzstrand. 100 Jahre Freibad und Zahlbad 1906–2006. 2005, ISBN 3-927347-59-0, Autor: Lothar Berthold.
- Fürth in den Sechzigern. Buchreihe. 2006/2007/2008/2009
- Eisenbahnstadt Fürth. 2007, ISBN 3-927347-66-3. Autoren: Jörg Schäfer, Werner Schmidt, Lothar Berthold.
- Fürther Straßen und Häuser. Buchreihe. 2008
- Fürth in den Siebzigern. Buchreihe. 2009
- Burgfarrnbacher Bilderbogen. 2011. Autoren: Robert Schönlein, Erich Winkler, Lothar Berthold.
- Fürth in den Achtzigern. Buchreihe. 2014
- Fürth in den Vierzigern. Buchreihe. Ohne Jahr. Autor: Lothar Berthold.
- Fürth im 20. Jahrhundert. Hörbuch. 2017. Autoren: Gert Kuntermann, Alfred Spitzley.
- "Fürth 1933." bis "Fürth 1982." Jahrgangschroniken als Hörbuch. Autoren: Gert Kuntermann, Alfred Spitzley, Lothar Berthold.